# Jacmel (Haití)
Jacmel (en criollo haitiano Jakmèl), es una comuna de Haití, que está situada en el distrito de Jacmel, del departamento de Sureste.

## Historia
Fundado en 1698. Su nombre deriva del filibustero francés Jacques Melo. También se le dice Jacquemel y Alcibiade Pommayrac.

## Secciones
Está formado por las secciones de:
- Bas Cap Rouge
- Fond Melon (también denominado Selles)
- Cochon Gras
- La Gosseline
- Marbial (que abarca  el barrio de Marbial)
- Montagne La Voûte
- Grande Rivière de Jacmel
- Bas Coq Chante
- Haut Coq Chante
- La Vanneau
- La Montagne

## Demografía
| Gráfica de evolución demográfica de Jacmel entre 2009 y 2015 |
|                                                              |

Los datos demográficos contemplados en este gráfico de la comuna de Jacmel son estimaciones que se han cogido de 2009 a 2015 de la página del Instituto Haitiano de Estadística e Informática (IHSI). 